# Нес-Ціона
Нес-Ціона (івр. נֵס צִיּוֹנָה, араб. نيس زيونا) — місто, розташоване у Центральному окрузі Ізраїлю. Входить до складу агломерації Ґуш-Дан. У 2017 році населення міста налічувало 49 108 осіб, а площа міста складала 15,579 дунамів (15 579 км2).
Нес-Ціона розташована на краю юдейської смуги пагорбів Шефела на рівнині Шарон. На півдні межує з містом Реховот на півночі — з містом Рішон-ле-Ціон, на сході — з селищем Нецер-Серені, а на заході —із селищем Бейт-Ханан. Назва міста у перекладі означає «Прапор до Сіону» та була дана місту на честь фрази у книзі Єремії 4:6 («Підійміте прапор до Сіону, поспішайте, не станьте, бо з півночі зло приведу, і велике нещастя…»).
Статус міста Нес-Ціона отримала у 1992 році.

## Історія

### Ранні часи
У межах міста знаходяться залишки арабського селища, раніше відомого як Сарфан (צרפאן), але івритом воно називалося Ґінот-Царіфін (גִּינּוֹת צָרִיפִין) (не плутати з базою Збройних сил Ізраїлю під назвою Цріфін (צְרִיפִין‬)). У Вавилонському Талмуді є історія про Гіннот-Царіфін, у якій розповідається, що за часів Другого Храму існував звичай запитувати, де був зібраний перший врожай ячменю і пшениці (гомор), коли їх привозили до Храму, адже заборонялося привозити їх із-за меж Їзраїлю. Одного разу, коли гомор привезли до Єрусалима, ніхто не знав, звідки він походив. Тому запитали у глухонімого, який знав про це, і він вказав на тимчасові оселі («царіфін») та на дахи («гагот») — єдине слово, яке він зміг знайти, яке б римувалося зі словом «сади» («гіннот»). Мудреці, яких згодом спитали, чи існує місце під назвою «Гагот-Царіфін» (букв. Дахи бараків), аж поки врешті-решт вони не згадали про місцевість під назвою Гіннот-Царіфін; після цього гомор був прийнятий.

### Ваді-Ханін/Нагалат-Реувен
Спочатку Нес-Ціона була відома під назвою Ваді-Ханін (назва місцевого арабського селища), а потім — Нагалат-Реубен (букв. «Маєток Реувена») — за ім'ям Реувена Лерера, який пізніше володів цією територією та у 1883 році заснував тут єврейське поселення.
У 1878 році німецький темплер Густав Рейслер придбав землю у селі Ваді-Хунайн, де посадив цитрусовий сад та жив разом зі своєю родиною. Згодом назва Ваді-Ханін, записана німецькою як «Wadi-Chanin», стала традиційною західною назвою цієї місцевості на наступні десятиліття. Після смерті своєї дружини та дітей від малярії Рейслер повернувся в Європу. У 1882 році він здійснив подорож до Одеси та зустрівся з Реубеном Лерером — російським євреєм-сіоністом, який мав там власні угіддя. Рейслер обміняв свою ділянку землі у Палестині на землі Лерера в Російській імперії. Тоді Лерер разом зі своїм старшим сином Моше у 1883 році здійснив алію (емігрував до Палестини); через рік він перевіз туди дружину та інших чотирьох дітей.
Згодом Лерер розмістив біля порту Яффи оголошення, у яких закликав приєднатися до нього. Перші добровольці, такі самі колоністи, серед яких була і родина Самі Хохберга, пізніше відомого сіоністського функціонера та видавця газети "Jeune Turc" у Константинополі, заснували поселення під назвою Тель-Авів (міста Тель-Авів тоді ще не існувало), хоча ця місцевість була все ще відома за своєю арабською назвою Ваді-Хунайн. У 1888 році коваль Авраам Яловський загинув під час захисту свого маєтку від арабських банд. Станом на 1893 рік у поселенні Нагалат-Реубен мешкало вже 10 єврейських родин. Згодом поселення було перейменоване на Нес-Ціону.

### Нес-Ціона — окрема колонія
У 1891 році Міхаель Гальперін придбав більше землі у ваді. Він зібрав групу людей на Пагорбі Любові та розкрив синьо-білий прапор, прикрашений словами Нес-Ціона («Прапор для Сіону»), що були написані золотими літерами. Ця назва була заснована на вірші з книги пророка Єремії, Єремія 4:6. Цей прапор був схожим на офіційний прапор Ізраїлю, ухвалений на Першому конгресі сіоністів сім років потому.

### Об'єднане поселення
Врешті-решт дві єврейські колонії — старіша Ваді-Ханін/Нагалат-Реубен та новіша Нес-Ціона — перетворилися на єдине більше поселення, до якого також увійшло арабське поселення Ваді-Хунайн, яке знаходилося на дорозі Яффа-Єрусалим. До арабо-ізраїльської війни 1948 року це було єдине змішане арабсько-єврейське поселення у підмандатному Ізраїлі. Його існування, втім, було загалом мирним.

### Британський мандат в Палестині
Згідно з переписом населення, проведеним урядом Британського мандату в Палестині, населення Нес-Ціони складалося з 319 євреїв. Згідно з переписом 1931 року населення міста збільшилося до 1013 мешканців, які проживали у 221 будинку. У 1921 році було встановлено насос і водопровідну систему. У 1924 році британська армія уклала контракт з компанією Israel Electric Company на надання провідної електроенергії. Контракт дозволив компанії розширити мережу поза початковими географчними обмеженнями, задуманими даним договором. Високовольтна лінія, яка перевищила межі початкової угоди, пролягала уздовж кількох великих міст та сільськогосподарських поселень, забезпечуючи обширний зв'язок до єврейських поселень Рішон-ле-Ціон, Нес-Ціона та Реховот (незважаючи на близьке розташування до високовольтної лінії, арабські міста Рамле і Лідда не були підключені до неї).

### Арабо-ізраїльський конфлікт

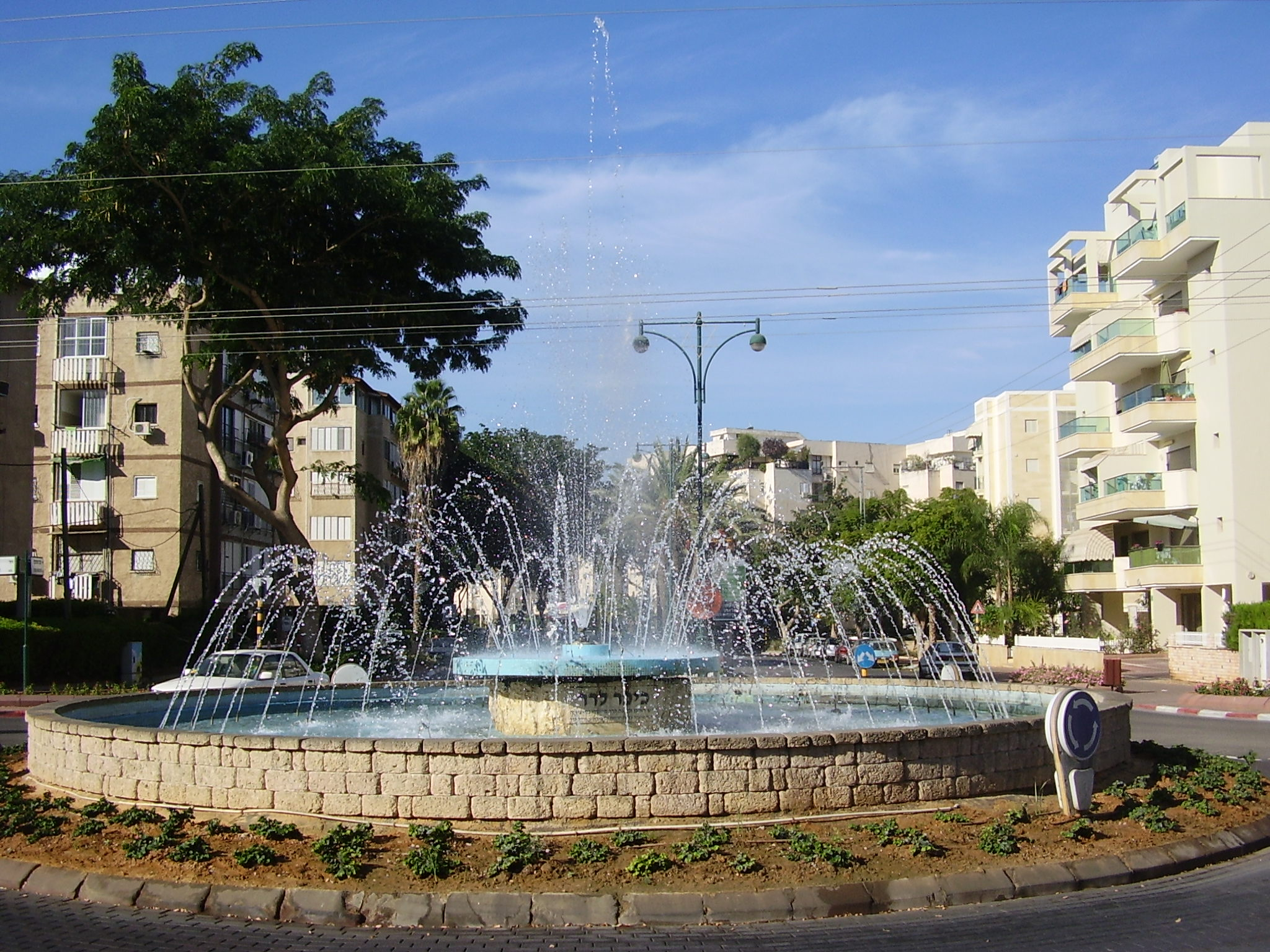
Площа Лерера

Нес-Ціона зазнавала нападів арабських збройних сил під час арабського повстання 1936–1939 рр. та арабо-ізраїльської війни 1948 року. Віддалені села Кфар-Ахарон і Тірат-Шалом (зараз — частина Нес-Ціони) вели постійну перестрілку з арабськими селами Аль-Кубайба та Зарнука (зараз — західна частина міста Реховот). Щоб боротися з цією загрозою, більшість молоді Нес-Ціони вступила до лав Хагани. 15 травня 1948 року з села Сарафанд були евакуйовані його арабські мешканці, а 19 травня села Аль-Кубайба і Зарнука були захоплені бригадою «Гіваті». Більшу частину території покинутих арабами прилеглих сіл додали до Нес-Ціони, тим самим збільшивши її площу з 8 до 15 км2 одразу після війни.

### Після встановлення незалежності

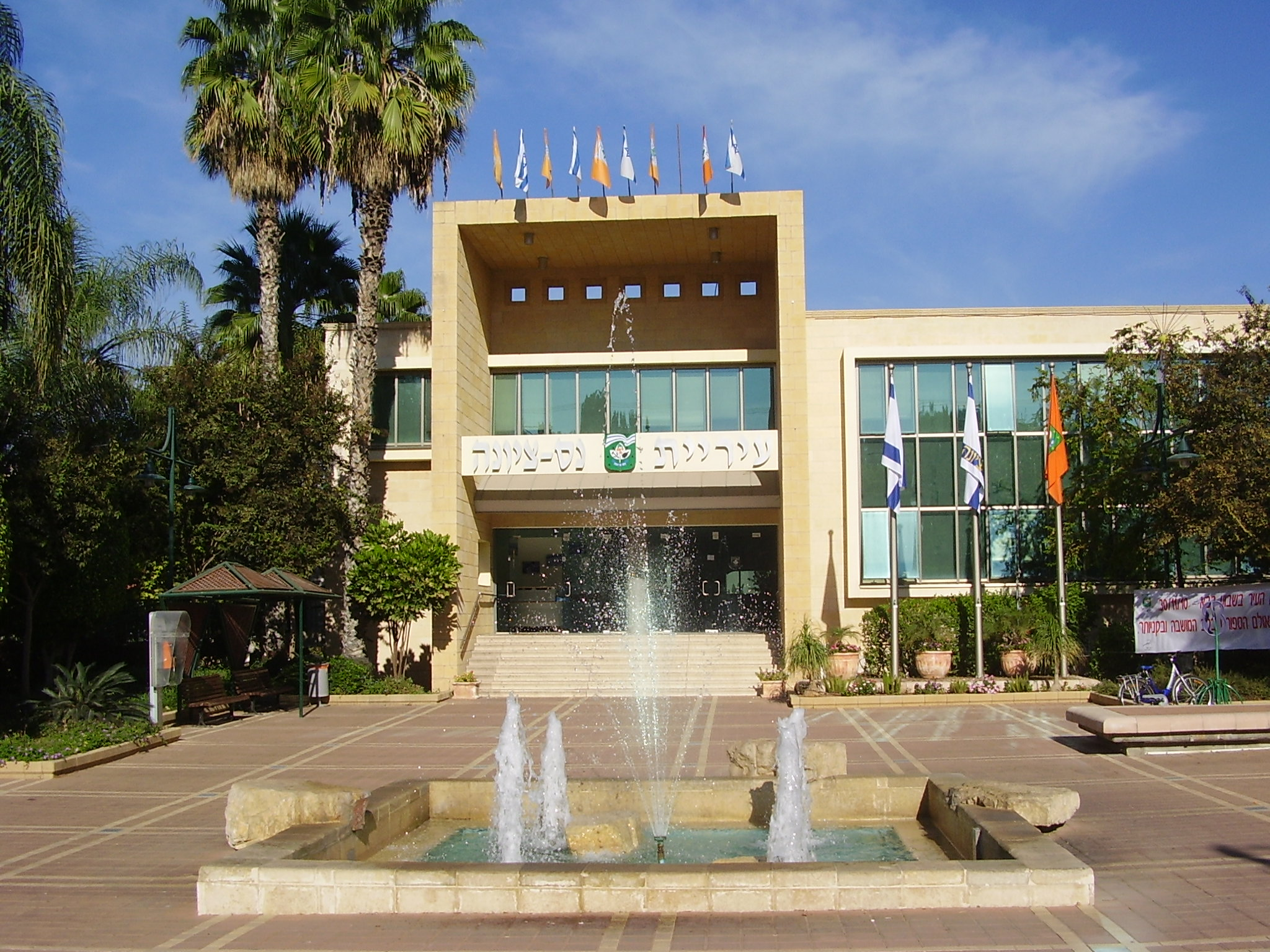
Мерія Нес-Ціони

Під час війни населення Нес-Ціони збільшилось майже втричі та налічувало 4446 осіб (згідно з опитуванням, проведеним 23 жовтня 1949 року), а до 1950 року місто прийняло 9 тисяч репатріантів — олім, більшість з яких були розселені у маабарот. У 1952 році для міста було затверджено спорудження нової промислової зони площею у 70 дунамів. У 1955 році було прийнято рішення про спорудження нової промислової зони.

## Географія

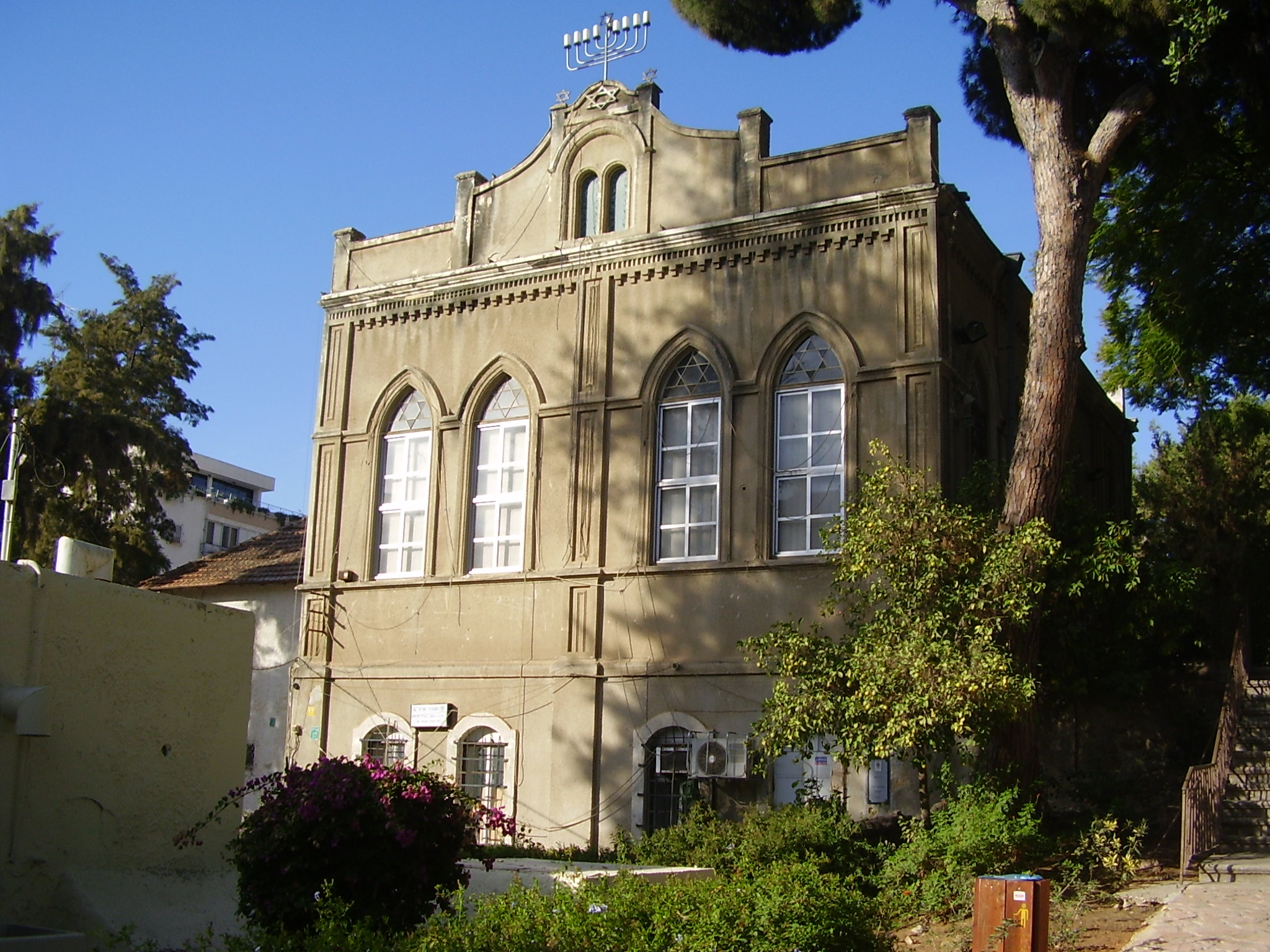
Велика синагога Нес-Ціони

Нес-Ціона розташована на Ізраїльській прибережній рівнині, приблизно у 10 км вглиб країни від Середземного моря на південь від Тель-Авіва. Вона межує з містом Рішон-ле-Ціон на півночі, містом Беер-Яаков на сході та містом Реховот на заході. Окрім цього, Нес-Ціона також межує з містами Бейт-Ханан, Бейт-Овед, молодіжним селом Аянот та кібуцем Нецер-Серені. Місто було організовано з сільськогосподарським характером через план, який забороняв спорудження будівель вище восьми поверхів.

### Райони міста
Нес-Ціона складається з центру (власне міста) та кількох селищ, які з часом перейшли під його муніципальну юрисдикцію. Також у місті є дві промислові зони та парк високих технологій Кір'ят-Вейцман.

## Клімат
Клімат у цьому регіоні помірний. Середня річна температура тут складає 23 °C. Найтепліший місяць року — липень, коли середня температура складає 32 °C, а найхолодніший — січень, коли температурний стовпчик падає до 12 °C. Річна кількість опадів становить 486 мм. Найбільше дощів випадає у січні, тому у цей місяць середній рівень опадів становить 126 мм; найсухішим місяцем є червень — тоді рівень опадів становить 1 мм.

## Населення
Згідно з даними Центрального статистичного бюро Ізраїлю, станом на грудень 2016 року у Нес-Ціоні проживала 48 161 особа. 99,6% з них були євреями та представниками інших неарабських національностей.

## Економіка
У місті знаходиться Ізраїльський інститут біологічних досліджень (IIBR), секретний урядовий інститут, підпорядкований Міністерству оборони країни, який займається хімічними та біологічними дослідженнями та на якому працюють близько 350 співробітників, серед яких 150 науковців. Інститут був заснований у 1952 році і з того часу співпрацював з багатьма міжнародними науковими інститутами.
Також у Нес-Ціоні розташована компанія Zenith Solar, що займається сонячною енергетикою. Науковий парк Кір'ят-Вейцман приваблює багато ізраїльських стартапів, серед яких і компанія Indigo Digital Press, куплена у 2002 Hewlett-Packard, яка виготовляє цифрові друкарські верстати високого класу.

## Освіта

### Школи
До 1961 року у місті існувала лише одна початкова школа. У 1961 році було відкрито середню школу імені Бен-Гуріона. Наразі у Нес-Ціоні діють 18 шкіл:
- Початкові: "Ешколь", "Савіонім", "Бен-Цві", "Гадар", "Шакед", "Нізанім", "Аргаман", "Лев га-Мошава", "Ірус", "Садот" та "Шиболім".
- Релігійні: "Реут", "Хабад".
- Середні школи: "Голда", "Бен-Гуріон", "Елієзер бен-Єгуда", "Парк га-Мада".
- Спеціальна освіта: "Га-Томер", "Дклаїм".

### Молодіжні організації
У Нес-Ціоні діють наступні молодіжні організації:
- Бней-Аківа[en]
- Га-Моадонхік
- Га-Ноар га-Овед ве-га-Ломед[en]
- Крила Крембо
- Молодіжний рух Маккабі[en]
- Рух єврейських скаутів в Ізраїлі[en]

## Спорт

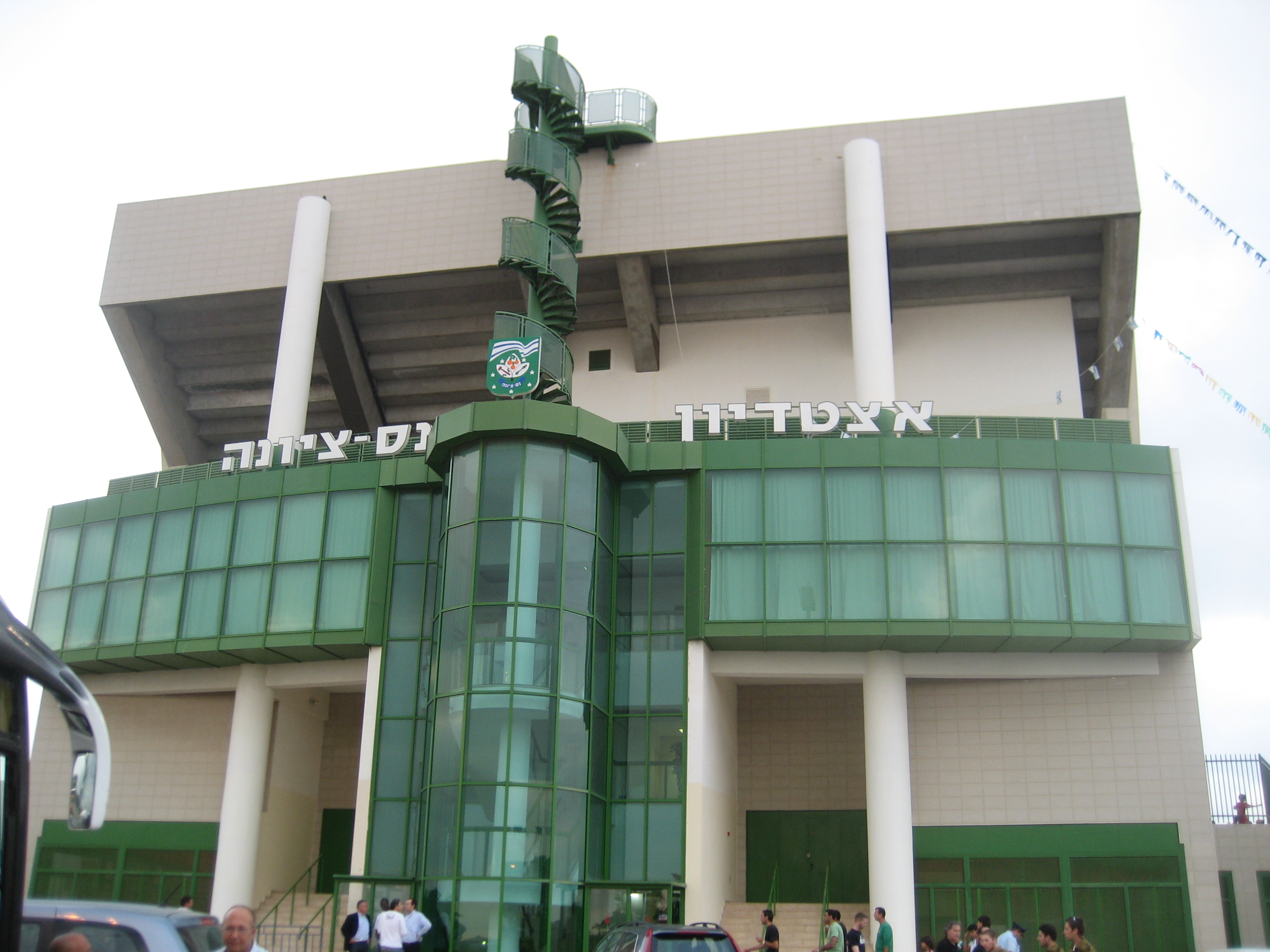
Стадіон у Нес-Ціоні

У вищому дивізіоні ізраїльського футболу місто представлене двома різними клубами: клуб Маккабі Нес-Ціона був серед найкращих у країні у перший сезон після незалежності Ізраїлю. Втім, він програв усі 24 гри та був відсунутий на другий план. У 1956 році було засновано новий футбольний клуб — Секція Нес-Ціона, який дійшов до вищого дивізіону у 1966 році. Але після одного сезону вони також були витіснені на другий план. Після закриття клуб відновився у 2001 році під назвою Іроні Нес-Ціона, але згодом повернувся до попередньої назви та досяг Ліги Леуміт, другого ешелону. Клуб грає на стадіоні Нес-Ціони, на якому також грала збірна Ізраїлю U-19.
Місто також має власний баскетбольний клуб — Іроні Нес-Ціона, який виступає у національній прем'єр-лізі.

## Транспорт
У Нес-Ціоні є два головні автошляхи: шосе 42 (Ашдод–Рішон-ле-Ціон) на захід від міста та дорога 412 (вулиця Вейцманна), яка проходить через центр міста та сполучає його з містами Рішон-ле-Ціон та Реховот. Центральний автовокзал Нес-Ціони розташований на вулиці Вейцмана, хоча з 2008 року він діє лише для автобусів, що прямують на північ країни; платформа для автобусів, що прямують на південь, була перенесена на іншу сторону вулиці.

## Міста-побратими
Містами-побратимами Нес-Ціони є:
- Фрайберг, Німеччина
- Ле-Гран-Кевії, Франція
- Золінген, Німеччина
- Циндао, Китай
- Пйотркув-Трибунальський, Польща
- Алатрі, Італія

## Видатні вихідці та жителі міста
- Авігдор Кагалані[en] (нар. 1944), військовий та політик
- Авраам Катц[en] (1931–1986), політик
- Дрор Цейгерман[en] (нар 1948), політик та дипломат
- Шимі Таворі[en] (нар. 1953), співак
- Яаков Шахар (нар. 1941), власник футбольного клубу «Маккабі» у Хайфі
- Піні Захаві (нар. 1943), футбольний агент
- Міша Зільберман[en] (нар. 1989), тенісист, учасник Олімпійських ігор 2012 та 2016 років
- Дрор Шарон (нар. 1985), підприємець
- Самі Хохберг[de] (1869–1917), відомий сіоністський діяч
- Тамір Набати (нар. 1991), ізраїльський шахіст
- Шалом Зехві[de], художник
- Аві Зехві, художник-декоратор